# Postoupky (železniční zastávka)
Postoupky jsou železniční zastávka, která se nachází na okraji místní části města Kroměříž na adrese Postoupky 50, na trati číslo 303 Kojetín – Valašské Meziříčí v km 5,426.

## Historie
Provoz na úseku trati Kojetín – Kroměříž byl zahájen v roce 1890. V roce 1952 byla při generální opravě traťové koleje Kroměříž - Kojetín zrušena nákladiště Postoupky a Bezměrov.

## Dostupnost
Cestou rovnoběžnou s tratí se dostanete do místní části Hradisko. Zastávka v místní části Postoupky je výchozím místem  zelené turistické trasy KČT vedoucí do Kojetína.
Po osmi stech metrech ji u miňůvského mostu přes řeku Moravu kříží  modrá turistická trasa, která ve směru od Kroměříže vede kolem vodní elektrárny Strž
a ve směru na Chropyni za miňůvským mostem kolem přírodní památky ev. č. 1764 Rameno Moravy. V lokalitě přírodní památky se nachází pamětní deska Ladislava Zlatušky.